# Julia Grant
Julia Boggs Dent Grant (San Luis, 26 de enero de 1826–Washington D. C., 14 de diciembre de 1902) fue la esposa del presidente Ulysses S. Grant y primera dama de los Estados Unidos de 1869 a 1877. Su tiempo como primera dama marcó un punto de inflexión en su vida, cuando se convirtió en una figura nacional.

## Educación y primeros años
Julia Boggs Dent nació el 26 de enero de 1826 en la plantación White Haven al oeste de San Luis, Misuri.  Sus padres eran Frederick y Ellen  Wrenshaw Dent, su padre era un comerciante y plantador propietario de esclavos. Frederick poseía aproximadamente treinta esclavos afroamericanos y rechazaba considerar liberarlos por motivos morales, haciéndolo tan solo cuando fue obligado por la ley de emancipación. Estaba lejanamente emparentada con el general confederado James Longstreet.
Julia fue la quinta de ocho hijos. En sus memorias, Julia describió su niñez como "un largo verano de sol, flores, y sonrisas…"
Alrededor de 1831 a 1836, Julia asistió a la Gravois School, una escuela mixta de una sola habitación en St. Louis. Desde los 10 hasta los 17 años, Julia estudió en la escuela de perfeccionamiento para señoritas Mauros en St. Louis con las hijas de otros padres acomodados. Julia era una estudiante interna durante la semana y regresaba a casa los fines de semana.
La familia Dent era altamente sociable con los visitantes procedentes de la alta sociedad de Cincinnati, Louisville y Pittsburgh. William Clark (de la Expedición de Lewis y Clark) y el político Alexander McNair eran amigos de la familia.
En su adolescencia, Julia fue una pianista talentosa, una experta amazona y una lectora voraz de novelas.

## Estrabismo
Julia nació con estrabismo, lo que impide que ambos ojos se alineen en la misma dirección. De joven, uno de los mejores cirujanos del país se ofreció a realizar una simple operación que supuestamente se los arreglaría. A Julia no le entusiasmaba la cirugía, y declinó someterse a ella.
Después de que su marido se convirtiera en presidente, Julia reconsideró la posibilidad de cirugía. "Nunca tuve el valor para consentir, pero ahora que mi marido había devenido tan famoso realmente pensé que debería intentar lucir lo mejor posible". Ulysses se opuso: "¿No te vi y me enamoré de ti con estos mismos ojos? Me gustan tal como son, y ahora, recuerda, no debes interferir en ellos. Son míos, y déjame decirte, señora Grant, será mejor que no hagas ningún experimento, ya que podrías no gustarme tanto con otros ojos".
Por su estrabismo nunca corregido, Julia casi siempre posó de perfil para retratos.

## Compromiso y matrimonio con Grant
Mientras estudiaba en la academia de West Point, Fred Dent escribió a su hermana Julia sobre lo impresionado que estaba con un compañero de estudios, Ulysses S. Grant. "Quiero que lo conozcas, es oro puro." En 1844, Ulysses S. Grant comenzó a visitar a la familia Dent. En un momento dado la mascota, un canario, murió y Ulysses le confeccionó un pequeño ataúd amarillo y convocó a otros ocho oficiales para un servicio funerario aviar. En abril de ese año, Ulysses le pidió a Julia que usara el anillo de su clase, en señal de su afecto exclusivo. Julia con 18 años, se demoró. El regimiento de Grant recibió orden de partir a Luisiana, en preparación para su servicio en la guerra de México. Angustiada por la separación, Julia tuvo un sueño intenso, que explicó a varias personas, en el que veía que Grant volvería de algún modo en cuestión de días, vestido de civil y manifestando su intención de quedarse una semana. A pesar de la improbabilidad del sueño, Ulysses regresó justo como Julia había predicho y ambos se comprometieron.
En julio de 1848, después de haber servido por cuatro años, el regimiento de Grant regresó a los Estados Unidos, y pudo empezar los preparativos de boda en St. Louis. El padre de Grant, Jesse Grant, rechazó asistir a la boda celebrada el 22 de agosto de 1848, no por Julia, sino por poseer esclavos.

## Matrimonio
Ulysses regresó al Ejército. Julia dio a luz a Frederick Dent Grant en 1850 y a Ulysses Simpson Grant en 1852 mientras su marido era enviado a la costa oeste por varios años. Infeliz al verse lejos de su familia, Ulysses dimitió del Ejército en 1854 y los Grant se mudaron a una granja pequeña llamada "Hardscrabble" en St. Louis.
Ulysses adquirió un esclavo al hermano de Julia, Fred, su antiguo compañero de clase en West Point. Inexplicablemente, encontrándose con deudas y apenas capaz de poner comida sobre la mesa de su familia, Grant compareció ante un tribunal el 20 de marzo de 1859, y emancipó a su esclavo en lugar de venderlo.
Ulysses enfermó de malaria y no podía manejar la granja. La familia se trasladó con los padres de Julia a White Haven. Una vez que se recuperó, tomó un trabajo recolectando rentas para una firma de bienes raíces en St. Louis, pero no pudo ganar suficiente dinero. En 1860, Grant se había quedado sin opciones, y tuvo que pedir ayuda a su padre. Le ofrecieron un trabajo en el negocio familiar del cuero, trabajando con sus dos hermanos menores. Ganaba $600 al año, lo que le permitió ir pagando sus deudas y trasladar a Julia y los niños a Illinois.

## Guerra civil

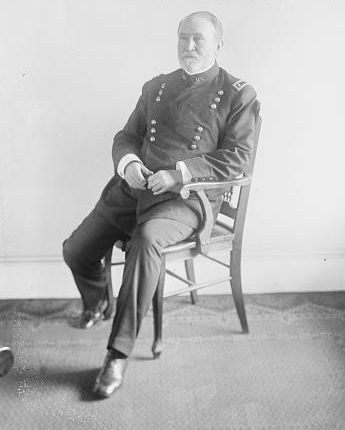
Su primogénito, Frederick Dent Grant (1850 - 1912), general y ministro de los Estados Unidos en Austria, en 1908.

A principios de la guerra, Ulysses ayudó a organizar a los voluntarios y pronto tomó el mando de las tropas de Illinois. Fue ascendido a general de brigada y después a general de división.
Solitario sin su esposa, Ulysses envió a por Julia. Dejó a sus hijos con parientes y durante el trascurso de la Guerra de Secesión se quedó con Ulysses durante las campañas en Memphis, Vicksburg, Nashville y Virginia. Julia cubrió más de 10.000 millas en cuatro años – y casi 4.000 solo el primer año – para estar con su marido.
En cierto momento, Julia vivió en Walter Place, una mansión del Antebellum en Holly Springs, Misisipi. Cuando el general confederado Earl Van Dorn asaltó la casa, el dueño pro-Unión no le permitió entrar hasta que ella saliera.
La presencia de Julia levantó el ánimo de su marido y mantuvo a flote su confianza. En 1864, cuando Lincoln nombró a Grant comandante de los ejércitos de la Unión, el presidente envió a Julia a reunirse con su marido, consciente del efecto positivo que tenía sobre él.

## Hijos

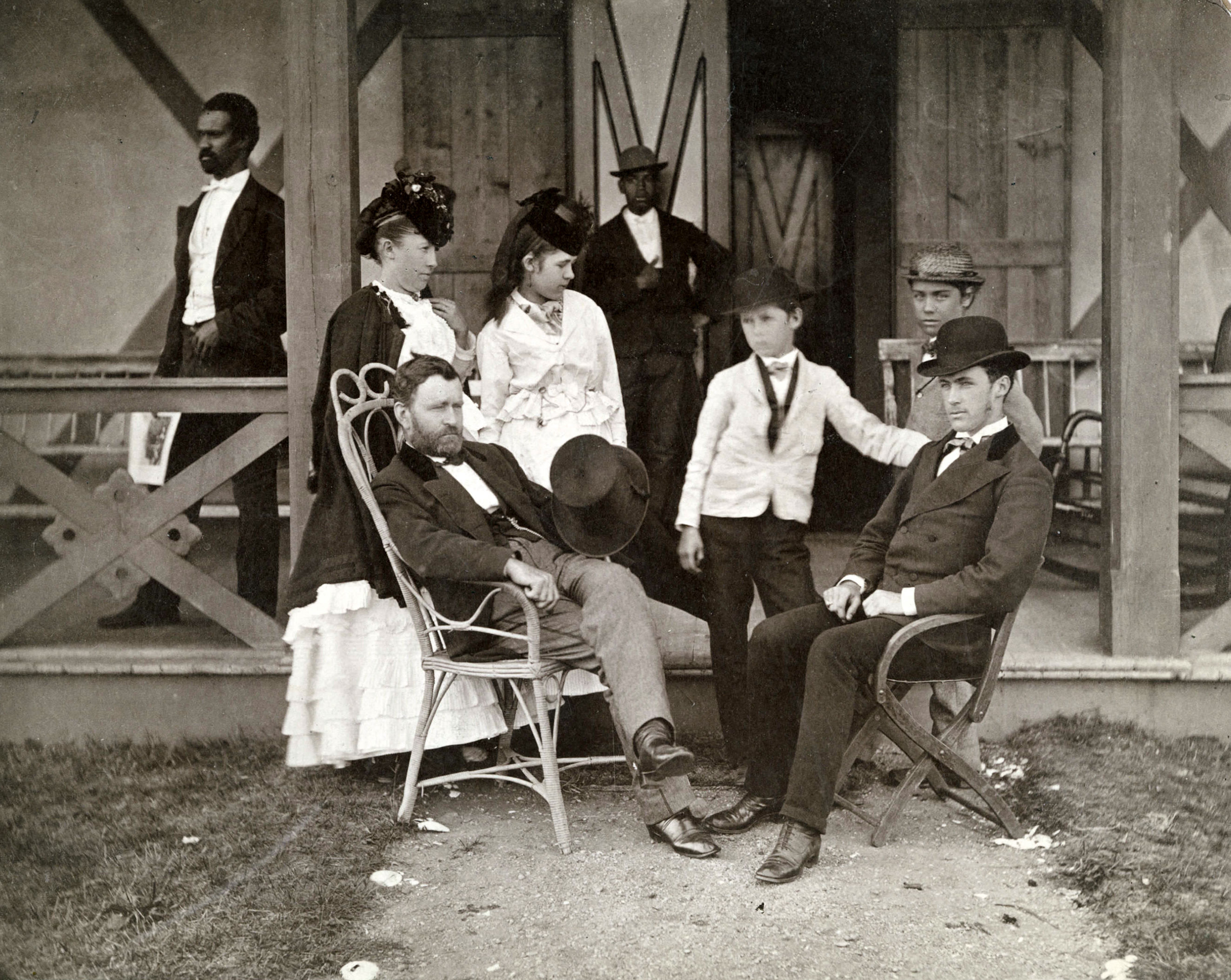
Ulysses Grant y Julia Dent con sus cuatro hijos: Jesse, Ulysses Jr., Nellie, y Frederick delante de su casa de campo en Long Branch, Nueva Jersey

Los Grant tuvieron tres hijos y una hija:
- Frederick Dent Grant (1850–1912)—soldado, funcionario público.
- Ulysses Simpson Grant, Jr. conocido como "Buck" (1852–1929)—abogado.
- Ellen Wrenshall conocida como "Nellie" (1855–1922)—ama de casa.
- Jesse Root Grant (1858–1934)—ingeniero.

## Primera dama
Julia estaba emocionada con el nombramiento de su marido a la presidencia en 1868— aún más que él mismo— y se sumergió en su campaña. Fue una figura tan importante en la candidatura de su marido a la presidencia que después de su investidura, Ulysses S. Grant se giró hacia su mujer y le dijo, "Y ahora, querida mía, espero que estés satisfecha."
Después de cuatro años de guerra, un magnicidio, y un juicio de destitución, Washington estaba listo para un poco de ligereza, y Julia se lo concedió. Ofreció gran variedad de eventos y se convirtió en una anfitriona popular. Organizaba lujosas cenas de estado, donde los visitantes disfrutaban de licores y vinos caros. También recibía en recepciones informales siempre y cuando las señoras llevaran sombrero y los caballeros dejaran las armas en casa. A pesar de que Julia gastó gran cantidad de dinero, evitó el tipo de crítica a los gastos que se había dirigido contra Mary Todd Lincoln.
Julia también buscó imbuir el cargo de primera dama del apropiado prestigio. Ella creía que la posición debía tener la misma dignidad y honores otorgados a las esposas de los líderes extranjeros, sintiéndose frustrada al ver que el papel no se reconocía públicamente. No solo procuró el reconocimiento para la figura de la primera dama, sino que procuró mejorar el estatus de las esposas del cuerpo diplomático, el gabinete, el Congreso y la Corte Suprema.
Cuando la primera dama presidía las recepciones de tarde del martes para el público general, los únicos requisitos ordenados por Julia para estas recepciones eran que las señoras llevaran los sombreros y los caballeros dejaran sus armas en casa.
El 21 de mayo de 1874, la Primera Hija Nellie Grant se casó con Algernon Charles Frederick Sartoris (1 de agosto de 1851 – 3 de febrero de 1893), un cantante inglés acaudalado, hijo de Adelaide Kemble y sobrino de la famosa actriz Fanny Kemble. Fue la primera gran boda en la Casa Blanca. La Sala Este fue enteramente redecorada para la ocasión. Los tres candelabros de Andrew Jackson fueron reemplazados por modelos "franceses" mucho más magníficos, con miles de piezas de cristal bañadas en un marco niquelado, con llamas a gas sombreadas por cubiertas de vidrio esmerilado.
Se sintió devastada cuando descubrió en 1875 que su esposo no iba a postularse para un tercer mandato.
Cuando en 1876 las elecciones presidenciales entre Rutherford B. Hayes y Samuel Tilden acabaron en disputa, Julia vio una oportunidad de extender su tiempo en la Casa Blanca. Pensaba que su marido tendría que quedar como presidente hasta que el asunto fuera resuelto. Admitió que su "política habría sido mantener el fuerte hasta que pudieran celebrarse otras elecciones." Su marido discrepó, y cuando el congreso resolvió la elección a favor de Hayes, Julia se preparó para dejar la Casa Blanca.
Grant fue la primera primera dama filmada en película.

## Opiniones sobre los derechos de las mujeres
Fue una firme defensora de los derechos de las mujeres en general y rechazaba que se hicieran chistes al respecto en su presencia. Quienes cuestionaran las capacidades o la igualdad de las mujeres se ganaban su ira, como Brigham Young descubrió cuando la primera dama le interrogó sobre la práctica entre los mormones de la poligamia y su efecto negativo en las mujeres. Sin embargo, aunque creía en las capacidades de las mujeres, no estaba segura de que las mujeres tuvieran que trabajar ni apoyó públicamente el sufragio femenino, aunque se negó a firmar una petición contra el sufragio— una omisión obvia para muchas.

## Opiniones sobre esclavitud y raza
Julia se crio en una plantación con esclavos y desde joven tuvo una esclava personal conocida como "Jule" o "Julia Black."  No está claro si Jule perteneció legalmente a Julia. Los historiadores todavía debaten si el padre de Julia retuvo el título legal de los cuatro esclavos que su hija decía poseer. El padre de Julia insistió en que dejaran los esclavos con él cuando los Grant marcharon al norte, temiendo que escaparían a la libertad.
Jule viajó con Julia Grant durante toda la guerra. En enero de 1862, Abraham Lincoln recibió una carta anónima desde Cairo, denunciando que Grant bebía y su esposa 'secesionista' tenía una esclava, pero Lincoln no tomó ninguna medida. En sus memorias, Julia recordó "Cuando visité al general durante la guerra, casi siempre tenía a Jule conmigo como enfermera. Ella casi fue capturada en Holly Springs."
Según Julia, "Eliza, Dan, Jule, y John me pertenecieron hasta el tiempo de la proclamación de emancipación del presidente Lincoln." Incluso después de esa fecha, Jule continuó al servicio de Julia. En enero de 1864, Jule, Julia, y el joven hijo de Jule, Jessie, se fueron de Nashville a St. Louis. En el viaje, Jule abandonó el grupo. Julia más tarde recordó. "Supongo que temía perder su libertad si regresaba a Misuri." Según Julia, Jule se casó poco después.
Julia parecía creer que los negros no eran plenamente iguales a los blancos, pero se negó a prestar apoyo a los supremacistas blancos, incluyendo su propio hermano Louis Dent. Alentó fuertemente a los negros en el personal doméstico de la Casa Blanca a comprar tierra en el distrito mientras era todavía barata, para asegurar su futura seguridad financiera. También decidió saludar a cualquiera correctamente vestido— independientemente de su raza— que asistiera a sus recepciones de tarde, pero nunca se cuestionó por qué no aparecían negros. La sencilla respuesta era que la seguridad de la Casa Blanca les impedía la entrada.

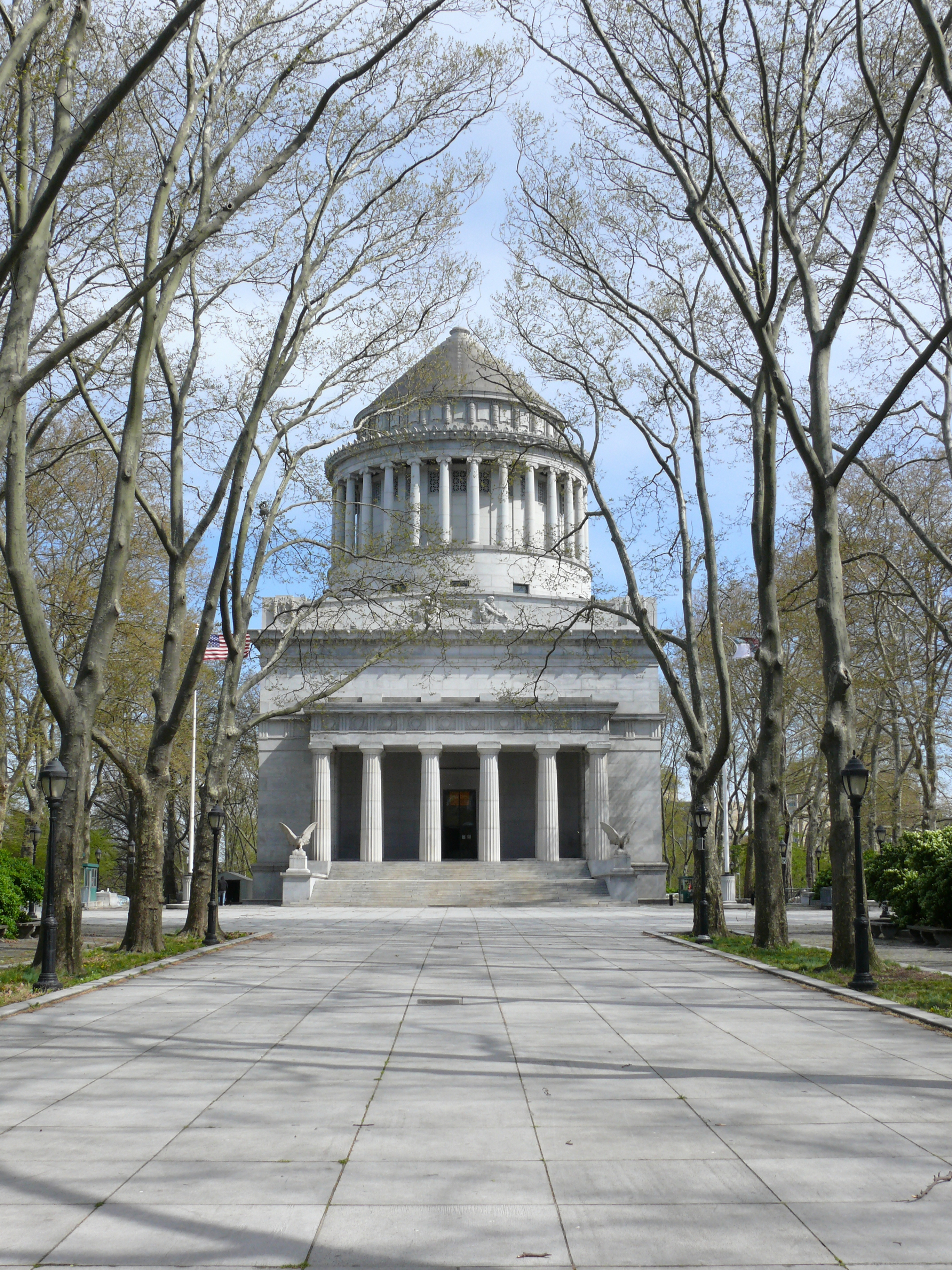
Tumba del General Grant, el mausoleo que guarda los cuerpos de Ulysses y Julia Grant.

## Últimos años
Después de acompañar a su marido en una gira mundial de dos años que les llevó a Europa, África, y Asia, Julia y Ulysses se establecieron en la ciudad de Nueva York para disfrutar su retiro de la vida pública. Sin embargo, perdieron todo su dinero en una mala inversión, y los Grant se vieron reducidos a la pobreza. Poco después, Ulysses desarrolló un cáncer de garganta que lo llevó a la muerte en 1885. En sus últimos días, Grant completó sus Memorias personales, que dejaron a Julia y sus hijos financieramente seguros.
Como viuda, Julia vivió en Washington D. C., donde escribió sus propias memorias. Julia Grant fue en realidad la primera primera dama en escribir unas memorias, aunque fue incapaz de encontrar un editor, y murió casi 75 años antes de que las Memorias personales de Julia Dent Grant (Señora de Ulysses S. Grant) fueran finalmente publicadas en 1975. Asistió en 1897 a la dedicación de la tumba monumental de Grant que domina el río Hudson en Nueva York. A su muerte fue colocada en un sarcófago junto a su marido. Había acabado su crónica propia de sus años juntos con una firme declaración: "la luz de su fama magnífica todavía se extiende hacia mí, cae sobre mí, y me calienta."
Mientras vivió en Washington D. C., Julia siguió el ejemplo de Dolley Madison y actuó como una especie de "reina madre". Se hizo amiga de las primeras damas Frances Cleveland, Caroline Harrison, y Edith Roosevelt.
Murió el 14 de diciembre de 1902, y fue inhumada con su marido el general en el monumento Nacional de Grant (la tumba de Grant) en Nueva York.